# Koga Michihira
Koga Michihira (久我通平, [[[1203]] - 1223] Erro: {{japonês}}: texto da transliteração contém caractere não latino (pos 19) (ajuda)), foi um kuge (nobre da corte japonesa) do início do Período Kamakura da história do Japão. Foi o filho mais velho de Michiteru, e foi o sexto líder do ramo Koga do Clã Minamoto.

## Vida e Carreira
Michihira entrou para a corte em 1205, durante o reinado do Imperador Tsuchimikado e foi classificado como Jugoi (funcionário da Corte de quinto escalão júnior). Em 1208 foi nomeado Jijū (moço de câmara) e em 1210 sua classificação foi promovida para Shōgoi (funcionário de quinto escalão pleno).
Em 1212 já no governo do Imperador Juntoku Michihira foi nomeado Tōtōmi Gonsuke  (vice-governador da província de Totomi) e em 1214 concomitantemente foi nomeado Ushōshō (Comandante da ala direita da guarda do palácio) cargo que ocupa por poucos meses. No ano seguinte é nomeado Sachūjō (Comandante da ala esquerda da guarda do palácio) e neste mesmo ano é classificado como Jushii (quarto escalão júnior).
Em 1216 assume o posto de Inaba gonsuke (vice-governador de Inaba). Em 1218 é classificado como Shōshii (quarto escalão pleno) e passando a acumular as funções de Tōgū Gonsuke (assistente do príncipe herdeiro) do Principe Kanehira (futuro Imperador Chukyo). Em 1219 Michihira teve sua classificação foi elevada a Jusanmi (terceiro escalão junior) e em 1221 já no reinado do Imperador Chukyo é nomeado Echigo gonmori (vice-governador de Echigo).
Em 1222 já no reinado do Imperador Go-Horikawa, foi classificado como Shōsanmi (terceiro escalão pleno). Em 1223 Michihira abandona a vida publica e torna-se um monge budista (shukke), e vai viver sua vida religiosa no monastério do Monte Koya, até seu falecimento em 1226. Após sua abdicação a liderança do Ramo passou a seu irmão Michitada.

| Precedido por Koga Michiteru | -- 6º Líder dos Koga (1221 - 1223) | Sucedido por Koga Michitada |